# Croton craspedotrichus
Espèce
Croton craspedotrichus est une espèce de plantes à fleurs du genre Croton et de la famille des Euphorbiaceae, présente à l'ouest de Cuba (y compris l'île de la Jeunesse).
Il a pour synonymes :
- Croton adpressus, C.Wright et Griseb., 1865
- Croton craspedotrichus var. adpressus, (C.Wright et Griseb.) M.Gómez
- Croton craspedotrichus var. scaberrimus, M.Gómez
- Croton domingensis, A.Rich., 1850
- Croton scaberrimus, Müll.Arg., 1865
- Oxydectes adpressa, (C.Wright et Griseb.) Kuntze
- Oxydectes craspedotricha, (Griseb.) Kuntze
- Oxydectes scaberrima, (Müll.Arg.) Kuntze